# クェルセチン 3-O-メチルトランスフェラーゼ
クェルセチン 3-O-メチルトランスフェラーゼ(Quercetin 3-O-methyltransferase、EC 2.1.1.76)は、以下の化学反応を触媒する酵素である。
S-アデノシル-L-メチオニン + 3,5,7,3',4'-ペンタヒドロキシフラボン{\displaystyle \rightleftharpoons }S-アデノシル-L-ホモシステイン + 3-メトキシ-5,7,3',4'-テトラヒドロキシフラボン
従って、この酵素の2つの基質はS-アデノシル-L-メチオニンと3,5,7,3',4'-ペンタヒドロキシフラボン（クェルセチン）、2つの生成物はS-アデノシル-L-ホモシステインと3-メトキシ-5,7,3',4'-テトラヒドロキシフラボン（イソラムネチン）である。
この酵素は、転移酵素、特に1炭素基を転移させるメチルトランスフェラーゼのファミリーに属する。系統名は、S-アデノシル-L-メチオニン:3,5,7,3',4'-ペンタヒドロキシフラボン 3-O-メチルトランスフェラーゼ(S-adenosyl-L-methionine:3,5,7,3',4'-pentahydroxyflavone 3-O-methyltransferase)である。この酵素は、フラボノイド生合成に関与している。